# Lazar Samardžić
Lazar Vujadin Samardžić (serbisch-kyrillisch Лазар Самарџић, * 24. Februar 2002 in Berlin, Deutschland) ist ein serbisch-deutscher Fußballspieler. Der Mittelfeldspieler steht bei Udinese Calcio unter Vertrag, ist seit dem Sommer 2024 an Atalanta Bergamo ausgeliehen und ist serbischer Nationalspieler.

## Karriere

### Verein

#### Anfänge in Berlin
Samardžić, dessen Familie aus Serbien kommt und der die serbische sowie deutsche Staatsangehörigkeit besitzt, spielte für den FV Spandau sowie in Neukölln bei Schwarz-Weiß und beim BSV Grün-Weiss. Mit 7 Jahren wurde er im Nachwuchsleistungszentrum von Hertha BSC aufgenommen, in dem er seitdem ausgebildet wurde. In der Saison 2017/18, seinem ersten Jahr bei den B1-Junioren (U17), absolvierte der Mittelfeldspieler 25 Spiele in der Nord/Nordost-Staffel der B-Junioren-Bundesliga und erzielte 24 Tore, womit er Torschützenkönig der Staffel Nord/Nordost wurde. Die Hälfte der Saison 2018/19 verpasste der Berliner aufgrund einer Knieverletzung und wurde mit der Mannschaft knapp Staffelvizemeister hinter dem VfL Wolfsburg. Dennoch erzielte er in 15 Einsätzen 16 Tore, womit er insgesamt in der B-Junioren-Bundesliga in 40 Spielen 40 Tore erzielte. Für seine Leistungen erhielt Samardžić im September 2019 die Fritz-Walter-Medaille in der Altersklasse U17 hinter Karim Adeyemi und Jordan Meyer in Bronze.
Zur Saison 2019/20 rückte Samardžić zu den A-Junioren (U19) auf und konnte sich auch hier durchsetzen. Bis zur Saisonunterbrechung aufgrund der COVID-19-Pandemie erzielte er in der A-Junioren-Bundesliga in 16 Einsätzen 14 Tore und bereitete 9 weitere vor. Ab September folgten parallel seine ersten Einsätze für die zweite Herrenmannschaft in der viertklassigen Regionalliga Nordost. Schließlich debütierte der Mittelfeldspieler, nachdem er bereits zweimal im Kader gestanden hatte, am 22. Mai 2020 im Alter von 18 Jahren beim 4:0-Heimsieg im Stadtderby gegen Union Berlin unter Cheftrainer Bruno Labbadia in der Bundesliga. Bis zum Saisonende folgten 2 weitere Einwechslungen.

#### RB Leipzig
Seit dem Beginn der Sommervorbereitung 2020 fehlte Samardžić im Training der Hertha-Profis. Offiziell wurden „persönliche Gründe“ für seine Abwesenheit angegeben, jedoch berichteten Medien, dass er so einen Wechsel forcieren wollte. Kurz vor dem Beginn der Saison 2020/21 wechselte der Offensivspieler schließlich zum Ligakonkurrenten RB Leipzig, bei dem er einen Vertrag bis zum 30. Juni 2025 unterschrieb. Unter dem Cheftrainer Julian Nagelsmann konnte er sich jedoch nicht durchsetzen. Samardžić kam auf 7 Bundesligaeinsätze und stand dabei nur 2-mal in der Startelf. Zudem wurde er 2-mal im DFB-Pokal eingesetzt, davon einmal in der Startelf.

#### Udinese Calcio
Zur Saison 2021/22 wechselte der 19-Jährige in die italienische Serie A zu Udinese Calcio. Er unterschrieb einen Vertrag bis zum 30. Juni 2026.

#### Atalanta Bergamo
Nach drei Jahren, in denen Samardžić insgesamt 93 Ligaspiele mit 13 Treffer sammelte, wechselte er im Sommer 2024 innerhalb der italienischen Serie A zu Atalanta Bergamo.

### Nationalmannschaft
Aufgrund seiner Doppelstaatsbürgerschaft ist Samardžić für den serbischen Fußballverband und den DFB spielberechtigt. Von 2017 bis 2018 lief Samardžić in sieben Partien für die deutsche U16-Nationalmannschaft auf (zwei Tore). 2019 spielte er fünfmal für die U17 und nahm mit ihr an der Europameisterschaft 2019 in Armenien teil. Dort schied die Mannschaft nach der Gruppenphase aus, wobei Samardžić in allen Partien zum Einsatz kam. Von September 2020 bis März 2022 folgten fünf Spiele für die U20. Im Juni 2022 debütierte der 20-Jährige unter Antonio Di Salvo im Rahmen der Qualifikation zur U21-Europameisterschaft 2023 in der U21-Nationalmannschaft. Er absolvierte bis November 2022 fünf Länderspiele, in denen er zwei Tore erzielte.
Im Hinblick auf die im März 2023 beginnende Qualifikation zur Europameisterschaft 2024 gab Samardžić seine Zusage, künftig für die serbische Nationalmannschaft zu spielen. Er debütierte am 24. März 2023 unter Dragan Stojković, als er bei einem 2:0-Sieg gegen Litauen im Laufe der zweiten Halbzeit eingewechselt wurde.

## Erfolge
- Torschützenkönig der B-Junioren-Bundesliga Nord/Nordost: 2018
- Fritz-Walter-Medaille: 2019 in Bronze (U17)[13]